# ストーンズ・オブ・ステネス
座標: 北緯58度59分38.51秒 西経3度12分28.92秒 / 北緯58.9940306度 西経3.2080333度
ストーンズ・オブ・ステネス（Stones of Stenness、The Standing Stones of Stenness）は、イギリス・スコットランド北東沖にあるオークニー諸島内のメインランド島にある、紀元前3000年頃に造られた立石群である。「オークニー諸島の新石器時代遺跡中心地」のひとつとして1999年ユネスコの世界遺産に登録されている。
最も大きい石は約6mもの高さが有る。